# Capital One
Capital One Financial Corporation — американська банківська холдингова компанія, що спеціалізується на кредитних картах і автокредитах. Холдинг включає дві основні структури: Capital One Bank (USA) і Capital One входить в десятку найбільших банків США.
Мережа банку включає 755 відділень і 2000 банкоматів, крім США він також веде бізнес в Канаді та Великій Британії. Компанія була піонером масового маркетингу кредитних карт в 1990-х роках і займає 5-е місце в США по випуску банківських карт, в тому числі третє за випуском Visa і MasterCard. Також займає друге місце в США по автокредитуванню (після Ally Financial).

## Історія
Заснована Річардом Фербанком і Найджелом Морісом. В середині 1980-х вони розробили бізнес-план щодо вдосконалення методів просування кредитних карт, основною ідеєю якого був підбір різних пропозицій для різних соціальних груп, в тому числі малозабезпечених та з проблемною кредитною історією. Свій бізнес-план вони запропонували більш ніж 20 банкам, але ними зацікавилася тільки регіональна банківська корпорація Signet Financial, яка в 1988 довірила партнерам свій підрозділ кредитних карт з виручкою близько 1 млрд доларів.
Підрозділ почало швидко зростати, і, оскільки Signet не планувала ставати великим оператором кредитних карт, 27 липня 1994 компанія оголосила про виділення підрозділу кредитних карт в самостійну компанію OakStone Financial, призначивши Річарда Фербанка її генеральним директором; в кінці 1994 проведено первинне розміщення акцій в жовтні 1994 року компанія отримала назву Capital One.
Компанія з 5 млн клієнтів відразу увійшла в десятку найбільших в країні по випуску кредитних карт.
У 1996 отримала ліцензію на прийом депозитів, а також відкрила філії у Великій Британії та Канаді.
У 1997 кількість клієнтів перевищила 9 млн.
Була включена в індекс S&P 500.
У 1998 з покупкою техаської корпорації Summit Acceptance компанія вийшла на ринок автокредитування.
У 2001 відповідний підрозділ було доповнено компанією PeopleFirst Finance LLC і реорганізовано в 2003 в дочірню структуру Capital One Auto Finance Corporation.
У січні 2005 була придбана компанія з автокредитування Onyx Acceptance Corporation.